# شركة بناء السفن المتحدة
شركة بناء السفن المتحدة (بالروسية: Объединённая судостроительная корпорация) هي شركة مساهمة مفتوحة في روسيا توحد شركات بناء وإصلاح وصيانة السفن في غرب وشمال روسيا، وفي الشرق الأقصى للبلاد، لتبسيط بناء السفن المدنية باستخدام المرافق العسكرية. شركة بناء السفن المتحدة هي المالكة بنسبة 100% لـ ترسانة أركتيك هليسنكي، بعد أن اشترت الـ 50% المتبقية من الأسهم من شريكها في المشروع المشترك أس تي أكس فنلندا للسفن أو واي.